# Laurez da Rocha Moreira
Laurez da Rocha Moreira (Dueré, 3 de julho de 1957) é um advogado e político brasileiro, filiado ao Partido Democrático Trabalhista (PDT).
Foi prefeito do município de Gurupi por dois mandatos, além de deputado estadual e federal pelo Tocantins. Atualmente, é vice-governador do estado.